# 4.ª Região Militar
A 4ª Região Militar (4ª RM) é uma das doze regiões militares do Exército Brasileiro. Seu nome histórico, Região das Minas do Ouro, é uma homenagem às primeiras entradas e bandeiras, lançadas no início do século XVIII, época da descoberta de importantes minas de ouro na região conhecida por Campo de Cataguás, mais tarde Minas do Ouro, garantidora do fluxo aurífero do Brasil Colônia para a metrópole Portugal.

## Sede e Abrangência
Está sediada em Belo Horizonte e possui jurisdição sobre o estado de Minas Gerais, exceto Triângulo Mineiro. Desde 1991 porta a insígnia da Ordem do Mérito Militar, concedida pelo presidente Fernando Collor.